# 朱旭 (元朝)
朱旭，字子阳，元朝官员，崇明州（今上海市崇明区）人，朱清的第三子，朱显祖、朱虎的哥哥。
朱显祖官至海运千户。朱旭事亲以孝闻名，处富贵之中，淡泊自如。因大臣推荐，授忠显校尉、海道运粮千户，佩金符。任期已满，不想继续为官，于是告归乡里。每天与士大夫以诗酒为乐，博通经史。擅长于书法，早年跟随赵孟頫学书，已经有书法家之名，晚年造诣更精。在家中去世。